# 하에미촌
하에미촌(葉枝見村)은 일본 시가현 에치군에 설치되었던 촌이다. 현재의 히코네시의 남서단에 해당한다.